# Medasina characta
Medasina characta là một loài bướm đêm trong họ Geometridae.